# Кочки (Белгородская область)
Кочки — хутор Толстянского сельского поселения в Губкинском городском округе.

## История
В 1890 год — «хутор Кочковский» — 162 жителей (поровну мужчин и женщин). В 1906 году на хуторе Кочки — 299 жителей (159 мужчин, 140 женщин).
В Кочковской начальной школе (здание школы построено в 1902 году, одна классная комната — 68 кв. аршин) числились: учитель и 23 ученика (20 мальчиков и 3 девочки).

## Население
| 2002 | 2010 | 2011 | 2013 | 2015 | 2016 |
| ---- | ---- | ---- | ---- | ---- | ---- |
| 110  | ↘90  | ↘85  | ↗86  | ↘84  | →84  |

## Транспорт
Улица выходит на автодорогу регионального значения 14К-2. 